# Repeater (album)
| Đánh giá chuyên môn | Đánh giá chuyên môn |
| Nguồn đánh giá      | Nguồn đánh giá      |
| Nguồn               | Đánh giá            |
| ------------------- | ------------------- |
| Allmusic            | [ 1 ]               |
| Rolling Stone       | [ 2 ]               |
| Robert Christgau    | A−                  |

Repeater là album phòng thu đầu tay của bản nhạc post-hardcore người Mỹ Fugazi. Nó được phát hành ngày 19 tháng 4 năm 1990, dưới tên Repeater với định dạng LP, và tháng 5 năm 1990 dưới dạng CD cùng EP 3 Songs với tên Repeater + 3 Songs. Album này được thu âm ở Inner Ear Studios tại Arlington, Virginia, sản xuất và chỉnh kỹ thuật bởi Don Zientara và Ted Niceley.
Repeater thường được xem là album hay nhất của ban nhạc và là một cột mốc của nhạc rock, nó được mô tả là "Solid Gold của Gang of Four phiên bản người Mỹ nâng cấp giận dữ hơn". Nó có mặt trong quyển sách 1000 Recordings to Hear Before You Die.

## Bối cảnh và thu âm
Năm 1989, Fugazi bắt đầu viết những chất liệu mới vì ban nhạc phản đối việc chơi những bài hát được tự sáng tác bởi hát chính/tay guitar Ian MacKaye. Sau khi hoàn thành những buổi lưu diễn dài ngày tại Mỹ và châu Âu quảng bá những EP trước đó của nhóm, họ bắt đầu viết nhạc mới, đồng thời hoàn thiện những bài hát mà họ đã biểu diễn trực tiếp trước đó, như "Merchandise" và "Turnover" (ban đầu có tên "NSA").
Ban nhạc tiếp tục làm việc với Don Zientara và Ted Niceley như trước đó, và đến Inner Ear Studios tháng 7 năm 1989 để bắt đầu tiến trình thu âm. Nhóm nhạc chỉ có thể thu âm với Nicely từ 9 sáng tới 1 chiều vì Nicely phải phân chia thời gian giữa phòng thu và trường nấu ăn. Album được thu âm hoàn chỉnh vào tháng 9 năm 1989.

## Phát hành và đón nhận
Được phát hành ngày 19 tháng 4 năm 1990, qua Dischord Records, Repeater ban đầu không có mặt trên bảng xếp hạng Billboard 200 hay đạt thành công thương mại. Tuy nhiên, ban nhạc dành hầu hết năm 1990 và 1991 để lưu diễn cho Repeater, với tổng cộng 250 buổi diễn từ tháng 3 năm 1990 tới tháng 6 năm 1991. Đến mùa hè 1991, album đã bán được hơn 300,000 bản, một con số lớn cho một hãng đĩa chỉ có sự quảng bá tối thiểu.
Mặc cho các hãng đĩa lớn bắt đầu mời gọi, ban nhạc quyết định rằng Dischord đã đủ giúp họ phân phối album và từ chối các lời mời khác. Repeater cuối cùng bán được hơn 1 triệu bản chỉ tại Hoa Kỳ, và bán được 2 triệu bản toàn cầu. Album được các nhà phê bình ca ngợi và còn có cái âm thanh alternative rock mà sau đó sẽ xuất hiện trong Nevermind của Nirvana và Ten của Pearl Jam, những album đã giúp đưa thể loại này đến đại chúng. Tạp chí internet Pitchfork xếp bài hát chủ đề ở vị trí 58 trong danh sách "Top 200 Tracks of the 90s".

## Danh sách bài hát
(Hát chính trong dấu ngoặt đơn)
1. "Turnover" - 4:16 (Picciotto)
2. "Repeater" - 3:01 (MacKaye)
3. "Brendan #1" - 2:32
4. "Merchandise" - 2:59 (MacKaye)
5. "Blueprint" - 3:52 (Picciotto)
6. "Sieve-Fisted Find" - 3:24 (Picciotto)
7. "Greed" - 1:47 (MacKaye/Picciotto)
8. "Two Beats Off" - 3:28 (Picciotto)
9. "Styrofoam" - 2:34 (MacKaye)
10. "Reprovisional" - 2:18 (Picciotto)
11. "Shut the Door" - 4:49 (MacKaye)

### Bài hát đi kèm trongRepeater + 3 Songs
1. "Song #1" - 2:54 (MacKaye)
2. "Joe #1" - 3:01
3. "Break-In" - 1:33 (Picciotto)

## Thành phần tham gia
Fugazi
- Brendan Canty – trống
- Joe Lally – bass
- Ian MacKaye – guitar, piano, hát
- Guy Picciotto – guitar, hát

Thành phần kỹ thuật
- Ted Niceley – sản xuất
- Don Zientara – kỹ thuật